# Milneria minima
Milneria minima är en musselart som först beskrevs av Dall 1871.  Milneria minima ingår i släktet Milneria, och familjen Carditidae. Inga underarter finns listade i Catalogue of Life.